# Disneyland Paris Pride
Het Disneyland Paris Pride-event is het officiële pride-event van Disneyland Parijs. Het feest wordt meestal elke eerste zaterdag van juni gehouden, vergelijkbaar met de Pride-dagen in Walt Disney World en Disneyland. 

## Evenementen

### 2019 -Magical Pride: celebrating diversity
Het openingsfeest vond plaats in het Walt Disney Studios Park op 1 juni 2019 van 20:00 tot 02:00 uur. Het privéfeest omvatte toegang tot geselecteerde attracties, Disney Character Meet and Greets, een "Magical March of Diversity Parade", DJ's, live muziekoptredens met "Karaoke Theatre Experiences", evenals thematische fotolocaties. Entertainment omvatte Years & Years -leadzanger Olly Alexander, Boy George en acts met een aanzienlijke LGBTQ -fanbase zoals Corine en Sindykatz.

### 2020 -Disneyland Paris Pride: A Magical Celebration of Diversity
Het feest van 2020 zou worden gehouden in Disneyland Park op 6 juni 2020 van 20:00 tot 02:00 uur. Dit zou de eerste keer zijn dat een door Disney gesponsorde Pride-viering in een kasteelpark zou worden gehouden. Vanwege de COVID-19-pandemie werd echter officieel aangekondigd dat Disneyland Paris Pride II was geannuleerd en de volgende editie op 12 juni 2021 zou plaatsvinden. Deze moest echter ook door COVID worden uitgesteld.
2022 - Disneyland Paris Pride: A Magical Celebration of Diversity
Op 11 juni 2022 kwam de Pride eindelijk terug. Dit keer was het met concerten van de animatie was min of meer gelijk van voor de Corona periode. Deze keer waren er concerten van Becky Hill, Bilal Hassani en Mika. 
2023 - Disneyland Paris Pride: A Magical Celebration of Diversity
Op 17 juni 2023 kwam de Pride terug. Dit keer was een grote Pride Parade en de concerten van Calum Scott, Jenifer Bartoli, Christophe Willem en Bianca Cost